# Fronteiras do Pensamento
Fronteras del Pensamiento es un proyecto cultural brasileño que promociona conferencias con intelectuales internacionales para abordar la temática de la contemporaneidad. Avances científicos, investigaciones sociales, soluciones sostenibles, tesis filosóficas, influencia en la forma de pensar y traducir el mundo, activismo y liderazgo político o social son algunos de los temas discutidos en las temporadas anuales de conferencias de Fronteras del Pensamiento. En internet el contenido del proyecto está abierto a todo el mundo, ofreciendo cientos de vídeos - con subtítulos en portugués, español e inglés -, además de artículos, noticias y entrevistas.  

## Historia
Se planteó el proyecto cultural Fronteras del Pensamiento en Porto Alegre, en 2006. En 2007, primera edición, nombres como Christopher Hitchens, Jorge Castañeda, Luc Ferry, Michel Maffesoli y Michel Houellebecq se presentaron en el Salón de Actos de la Universidad Federal de Río Grande del Sur y le dieron a Fronteras reconocimiento internacional. En 2008, Fronteras recibió a 25 conferencistas. Entre ellos, Edgar Morin, David Lynch, Philip Glass y Wim Wenders. En el mismo año, el proyecto extendió su forma presencial a otra ciudad, Salvador de Bahía. 2009 fue el año de Eric Maskin, Howard Gardner, Steven Pinker y Tom Wolfe. De los diez conferencistas de 2010 se destacan Carlo Ginzburg, Daniel Dennett, Daniel Cohn-Bendit y Mario Vargas Llosa, , que fue conferencista pocos días de haber recibido el Nobel de Literatura. Hasta 2011 Fronteras ya totalizaba 98 invitados internacionales presentes en el territorio brasileño. En este año, las temporadas pasaron a realizarse, también, en São Paulo. La serie especial siguió realizándose en Salvador y llegó a una nueva ciudad, Florianópolis. 2011 marca el regreso de Edgar Morin y Luc Ferry al proyecto, además de la presencia de Fredric Jameson, Garry Kasparov, Mohsen Makhmalbaf, Orhan Pamuk y Shirin Ebadi. 
En 2012 Fronteras recibió al egipcio Mohamed ElBaradei, Nobel da Paz, y al indiano Amartya Sen, Premio en Ciencias Económicas en memoria de Alfred Nobel. También al escritor mozambiqueño Mia Couto, al urbanista Enrique Peñalosa y al filósofo británico Simon Blackburn, entre otros nombres como Vandana Shiva y Susan Greenfield. 
En 2013, con la temática Ideas hacen la diferencia, el proyecto llevó a Brasil 24 invitados. Entre ellos, el neurocientífico portugués António Damásio, el Premio Nobel de la Paz José Ramos-Horta y el sociólogo español Manuel Castells. 
En 2014, para discutir el tema La reinvención del mundo, Fronteras trajo a Salman Rushdie, Gro Brundtland, Brian Greene, Michael Sandel y otros.
En 2015, con la temática Cómo vivir juntos, entre las cuatro ciudades en las que se realiza el proyecto - los conferencistas de cada ciudad no siempre son los mismos - los invitados son Richard Dawkins, Jimmy Wales, Fernando Savater, John Gray, Saskia Sassen y Richard Sennett, Valter Hugo Mãe, Suzana Herculano-Houzel, Janette Sadik-Khan, Ferreira Gullar, Camille Paglia, Joseph Stiglitz, Contardo Calligaris, Luc Ferry, Manuel Castells, Pierre Lévy y John Elkington.

## Formatos
Fronteras del Pensamiento tiene dos tipos de formatos presenciales: las temporadas anuales y las series especiales. Las temporadas anuales ocurren en Porto Alegre y en São Paulo, en el transcurso de todo el año. Em ambas capitales el público compra el conjunto de billetes para todos los encuentros. Las series especiales ocurren en Florianópolis y Salvador, en períodos específicos del año, con la posibilidad de compra de billetes individuales.